# 순릉 (공예왕후)
순릉(純陵)은 고려 제17대 인종의 제1비(원비) 공예왕후 임씨의 능이다. 정확한 위치는 알 수 없으나 인종의 장릉 근처에 있었을 것으로 추정된다. 1217년(고종 4년) 음력 3월 도적떼에 의해 파헤쳐지기도 하였다.